# Espada (esgrima)

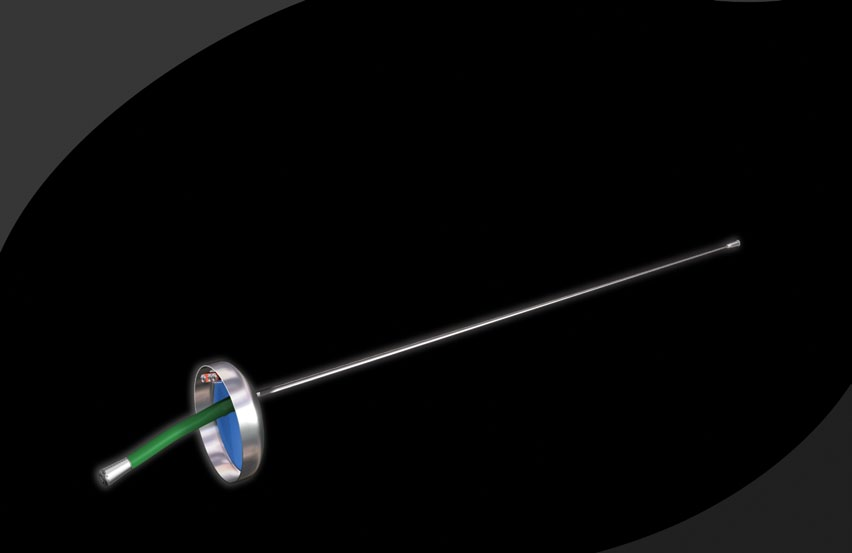
Espada de esgrima deportiva con empuñadura francesa.

La espada deportiva es una de las tres armas utilizadas en esgrima junto con el florete y el sable. Procede del espadín, una de las armas propias de la esgrima clásica.  
Se trata de un arma de estocada donde el tocado solo es válido si se efectúa con la punta del arma, donde está situado un sensor electrónico que lo detecta.

Zona válida para ataque con espada (el cuerpo entero)

Consta de una empuñadura, que puede ser francesa u ortopédica/anatómica, una cazoleta y la hoja, que es de sección triangular. Los duelos de espada son los más fieles a la esgrima clásica y, por lo tanto, los más realistas: tienen por superficie válida de tocado todo el cuerpo y en ellos solo cuenta el orden cronológico entre un tocado y otro, con la posibilidad de contabilizar tocados dobles, sin normas de convención.

## Historia

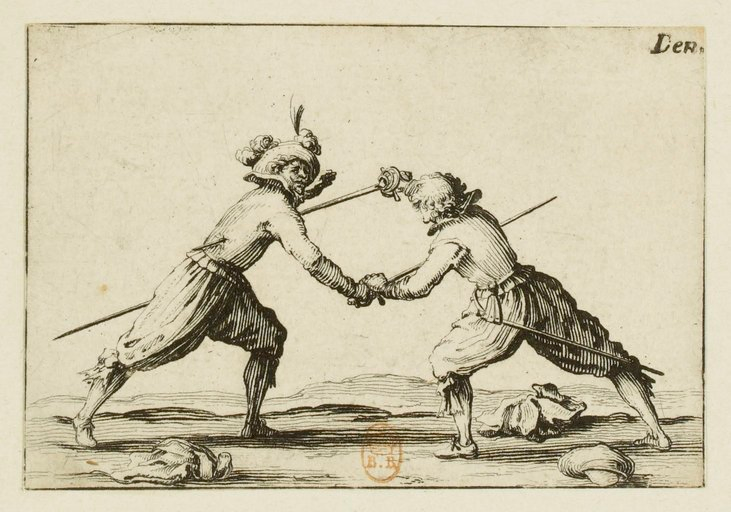
Duelo de espadas, de Jacques Callot (1617)

El espadín es conocido por ser el arma predecesora de la espada, una de las tres hojas que se utilizan en esgrima. 
Originariamente, el espadín era un arma dura, ligera, con una hoja que pesaba unos 750 g. Esto podría parecer insignificante pero combinado con la forma de la hoja, que en sección transversal era triangular, y con su longitud de 1,09 a 1,14 m, la espada era un arma de aspecto impresionante. Se usaba como prenda en algunos uniformes.
Esta arma de origen francés, que ha evolucionado de la espada ropera, no puede cortar pero es ligera, y rígida debido a su sección triangular, siendo excelente para esquivar golpes y dar estocadas. Son las espadas que se suelen ver en las películas de mosqueteros. Aunque su principal función era formar parte de la vestimenta, el espadín era un arma mortal en duelos. 

### Esgrima deportiva

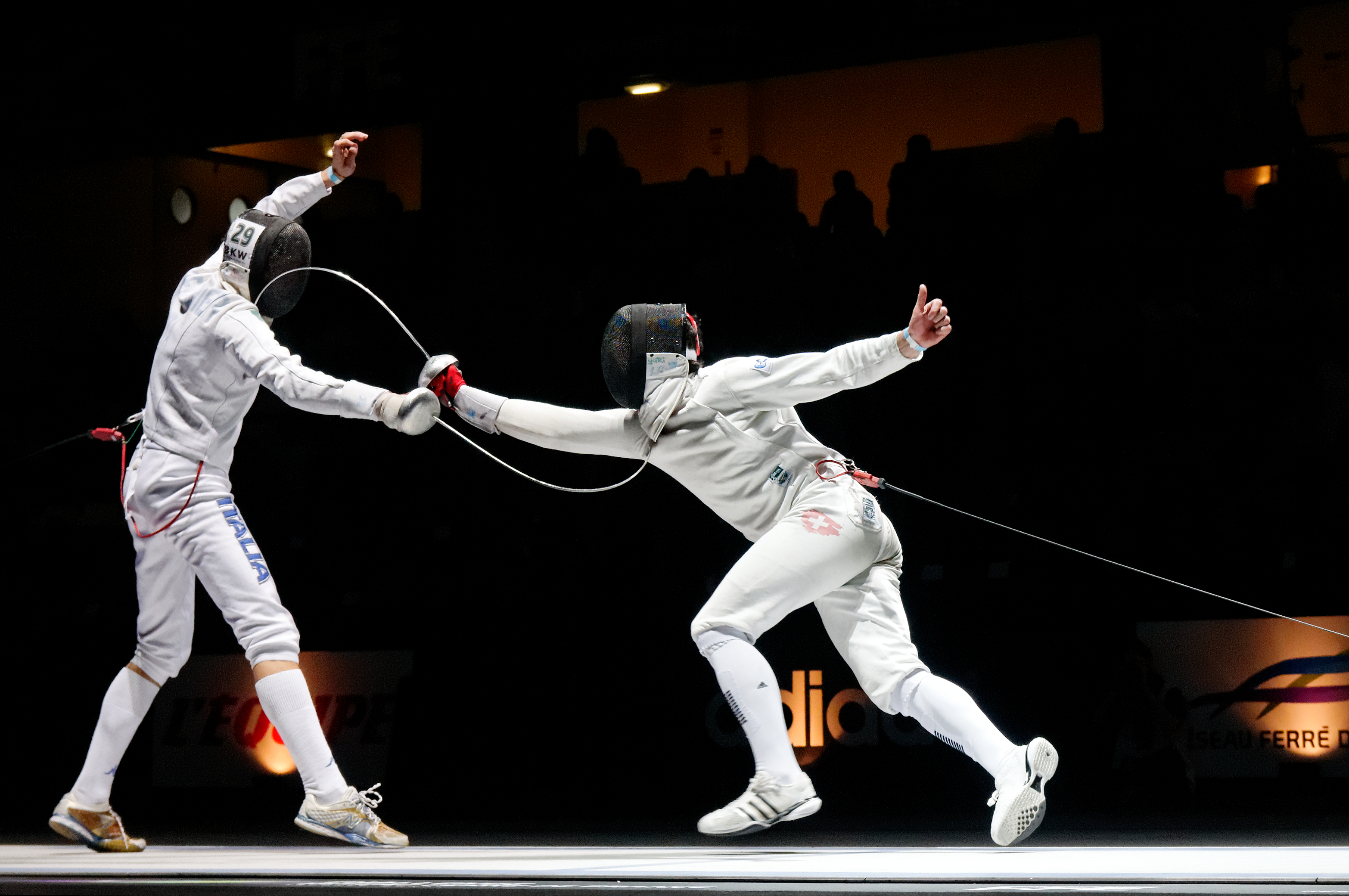
Combate de espada olímpica

Con el nacimiento de la esgrima deportiva, el espadín evoluciona a la espada que a día de hoy se emplea en dicho deporte olímpico. La principal diferencia entre el espadín y la espada de esgrima es que la segunda tiene la punta roma para no herir al rival. 
Como el florete, es un arma de estocada, pero tiene una cazoleta, releganche o protección de mano más grande, además de ser más pesada y de tener una construcción más rígida. Es el arma más pesada de las empleadas en esgrima. 
Su hoja es de acero templado flexible, de sección triangular y sin bordes cortantes.
El mango puede ser de varios tipos. Los más comunes son:
- empuñadura francesa (con forma de palo de escoba, ligeramente torcido para facilitar el agarre);
- empuñadura anatómica (especialmente diseñada para optimizar el agarre y los movimientos de la mano).

La empuñadura anatómica permite sujetar la espada con mayor fuerza y es utilizada por la mayoría de tiradores; el francés, por el contrario, permite movimientos de la mano mucho más amplios. Esto lleva a que los esgrimistas utilicen habitualmente dos tácticas diferentes, según el agarre utilizado: los "anatomistas" adoptan una esgrima basada más en agarres de hierro y paradas, mientras que los "franceses" tienden a evitar la espada del oponente con acciones específicas, como extracciones.
Los golpes asestados son señalados por la espada gracias al cierre de un circuito eléctrico. El cable que recorre la hoja conecta la punta a un enchufe colocado dentro de la protección, al lado del mango; cada tirador conecta un segundo cable eléctrico (el bucle) al enchufe del protector y, por el otro lado, a un rodillo, a su vez conectado al dispositivo marcador de impacto. Cuando la punta toca cualquier superficie, el botón, al presionarlo, cierra el circuito y envía una señal al dispositivo, que enciende una luz de color en el lado del tirador que lo golpeó.
La protección, la hoja, el mango y el reposapiés están conectados eléctricamente a tierra, de modo que sólo se señalizan los golpes recibidos en el cuerpo (aislados eléctricamente).
Para evitar que las espadas sean manipuladas y se toquen con demasiada facilidad, antes de cada partido el presidente del jurado (el árbitro) comprueba que el recorrido del botón sea superior al límite establecido por la Federación Internacional (la comprobación se realiza con un espesor insertado entre el botón y la punta) y que la espada aguanta un peso de 750 gramos sin que el botón quede aplastado y cerrando el circuito.

### Esgrima olímpica
La esgrima deportiva ha estado presente en los Juegos Olímpicos desde la conocida como su primera edición, los Juegos de Atenas 1896. Sin embargo, la categoría de espada no se introduciría en los Juegos hasta su siguiente edición en 1900; y solo en su categoría masculina. La espada femenina no llegaría hasta los Juegos Olímpicos de Atlanta, en 1996.

## Dimensiones específicas de la espada
La espada deportiva actual posee unas dimensiones y reglas específicas. 
- Longitud: 1,10 m.
- Peso: 770 gramos, como máximo.
- La hoja tiene forma triangular y su flexibilidad está reglamentada.
- La cazoleta, con un diámetro de 13,5 cm, es redonda y lisa por fuera.
- La presión del arma debe ser superior a 750 gramos.
- Recorrido de la punta de arresto mayor que 1 mm.
- Recorrido residual de la punta de arresto inferior a 0,5 mm.

## Normas de tocado

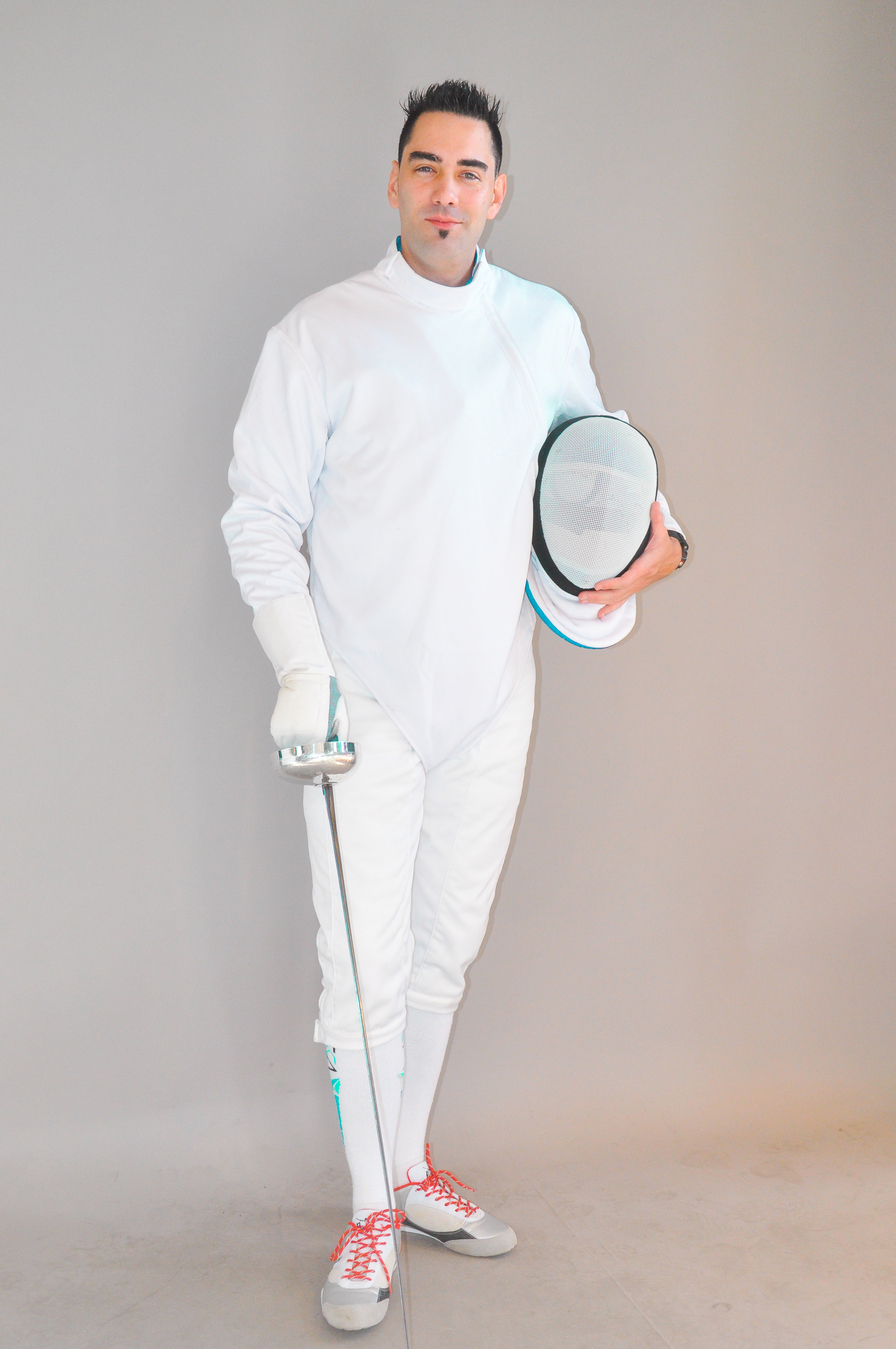
Esgrimista de espada con indumentaria completa.

Los asaltos de espada se caracterizan porque: 
- Los tocados se efectúan solo con la punta del arma.
- La superficie válida de tocado incluye todo el cuerpo del tirador: pecho, brazos, piernas, careta...
- Existen normas de convención. En la espada, los tiradores tiene prioridad en las directas/eliminatorias. Es a un minuto; el primero que toque se lleva el punto o si pasa un minuto y nadie toca el que tiene la prioridad se lleva el punto y gana la eliminatoria.
- La ausencia de normas de convención lleva a la aparición de los tocados dobles. Al no haber prioridad, cuando el aparato registra dos tocados simultáneos cada tirador suma un punto.

El combate se denomina asalto y dura 3 minutos en las fases iniciales de las competiciones en las que la división de los asaltos se define en rondas italianas, mientras que dura 9 minutos (3 rondas de 3 minutos) en la fase posterior de enfrentamientos directos.
Los asaltos de las rondas se llevan a cabo al mejor de 5 golpes y en caso de empate al final del tiempo, se sortea la llamada prioridad a la cabeza de un contendiente; si al final del minuto adicional de tiempo concedido persiste el empate, la victoria se otorga al que había tenido prioridad.
Los asaltos directos se efectúan al mejor de 15 golpes (10 para los de categorías menores); también se les aplica lo relativo al sorteo de prioridad en caso de empate al final del tiempo reglamentario.
La ausencia de convenciones (por eso se habla de arma no convencional) y la regla del doble tocado hacen que la esgrima deportiva sea la que más se acerca a las condiciones reales de un duelo: como en un duelo, cada golpe acertado corresponde a un herida, por lo que en espada cada golpe que da en el blanco da derecho a un punto, sin que el juicio del árbitro se superponga al resultado práctico de la acción de esgrima.
El árbitro está provisto de 3 tarjetas de colores: una amarilla, para señalar un comportamiento incorrecto de uno de los dos tiradores; una roja, para aumentar en un punto el adversario del tirador sancionado; uno negro, para la descalificación total del tirador.

## Técnica y manejo de la espada
En espada, no se trata de jugar solo con la flexibilidad y la técnica (como en el florete) o con la velocidad y la explosión (como en el sable), sino de combinar estos diferentes factores dentro de una estrategia viva y en movimiento que te permita atrapar al enemigo. La espada es el arma de la expectación, de la observación, de la preparación. Cuando finalmente se descubre la falta del oponente y se la traspasa hasta la fecha, se trata de engullirla con fuerza, rapidez y delicadeza.
En general, hay dos tipos de espadachines: los primeros, oportunistas, esperan un error de su adversario y se lanzan sobre él cuando surge la oportunidad esperada; los otros a los que se llamará “espandapájaros”, tienden a provocar un error en su adversario al atacarlo de frente. Estas dos actitudes suelen variar durante el asalto, según la personalidad del tirador contrario, el ambiente en el que se desarrolla el duelo, el estado de cuerpo y mente del tirador durante el combate.

### Técnicas
Las técnicas o movimientos en esgrima pueden dividirse en dos categorías: ofensivas y defensivas. Algunas técnicas pueden entrar en ambas categorías (por ejemplo, el golpe). Ciertas técnicas se utilizan ofensivamente, con el fin de golpear al adversario mientras se tiene el derecho de paso (florete y sable). Otras se utilizan a la defensiva, para protegerse de un golpe u obtener el derecho de paso.
Los ataques y defensas pueden realizarse en innumerables combinaciones de acciones de pies y manos. Por ejemplo, el esgrimista A ataca el brazo del esgrimista B, obteniendo una parada exterior alta; el esgrimista B entonces sigue la parada con una respuesta en línea alta. El esgrimista A, esperando eso, entonces hace su propia parada pivotando su espada bajo el arma del esgrimista B (de recta hacia afuera a más o menos recta hacia abajo), poniendo la punta del esgrimista B fuera del blanco y el esgrimista A ahora anota contra la línea baja angulando la mano hacia arriba.

#### Ofensiva
- Ataque: Técnica básica de esgrima, también llamada estocada, que consiste en la acción ofensiva inicial realizada extendiendo el brazo y amenazando continuamente el blanco del adversario. Existen cuatro ataques diferentes (estocada recta, ataque de desenganche, ataque de contra-desenganche y corte). En sable, los ataques también se realizan con una acción de corte.
- Riposte:  Un ataque del defensor después de una parada exitosa.  Después de que el atacante haya completado su ataque, y éste haya sido parado, el defensor tiene entonces la oportunidad de realizar un ataque, y (en florete y sable) tomar el derecho de paso.
- Finta: Un falso ataque con el propósito de provocar una reacción del esgrimista contrario.
- Estocada: Una estocada mientras se extiende la pierna delantera utilizando un ligero movimiento de patada e impulsando el cuerpo hacia delante con la pierna trasera.
- Ataque de batida: En florete y sable, el atacante golpea la hoja del adversario para ganar prioridad (derecho de paso) y continúa el ataque contra la zona objetivo.  En espada, se realiza un batido similar pero con la intención de perturbar la puntería del adversario y así marcar con una sola luz.
- Desenganche: Una acción de la hoja por la que la hoja se mueve alrededor de la hoja del oponente para amenazar una parte diferente del objetivo o engañar un parry.
- Ataque compuesto: Ataque precedido de una o varias fintas que obligan al adversario a parar, permitiendo al atacante engañar al contrario.
- Continuación/renovación del ataque: Acción típica de la espada consistente en realizar un segundo ataque después de que el primero haya sido rechazado. Esto puede hacerse con un cambio de línea; por ejemplo, un ataque en la línea alta (por encima de la protección de la campana del oponente, como el hombro) es seguido de un ataque en la línea baja (por debajo de la protección de la campana del oponente, como el muslo o el pie); o desde la línea exterior (fuera de la protección de la campana, como el brazo exterior) a la línea interior (dentro de la protección de la campana, como el brazo interior o el pecho). Una segunda continuación es dar un ligero paso más allá de la parada y angular la hoja para llevar la punta de la hoja de nuevo al objetivo. Una renovación también puede ser directa (sin un cambio de línea o cualquier otra acción de la hoja), en cuyo caso se llama remise. En florete o sable, se considera que una renovación ha perdido el derecho de paso, y la réplica inmediata del defensor, si cae, puntuará en lugar de la renovación.
- Flick: técnica utilizada principalmente en florete y espada.  Aprovecha la extrema flexibilidad de la hoja para utilizarla como un látigo, doblando la hoja para que se curve y golpee al adversario con la punta; esto permite al esgrimista golpear una parte oscurecida del blanco (por ejemplo, la parte posterior del hombro o, en espada, la muñeca incluso cuando está cubierta por la guardia).  Esta técnica se ha vuelto mucho más difícil debido a los cambios de tiempo que requieren que la punta permanezca presionada durante más tiempo para encender la luz.
- Flèche: maniobra ofensiva en la que el esgrimista se inclina hacia delante más allá del punto de equilibrio y, a continuación, cruza los pies, pasando por delante del adversario tras el toque.
- Flunge: técnica utilizada por los sablistas en la que el atacante realiza una estocada voladora, ya que las reglas de la FIE estipulan que cruzar los pies es ilegal en sable.

### Defensiva
- Parry: Técnica básica de defensa, bloquear el arma del adversario mientras prepara o ejecuta un ataque para desviar la hoja lejos de la zona válida del esgrimista y (en florete y sable) para dar al esgrimista el derecho de paso. Suele ir seguido de una réplica, un ataque de vuelta por parte del defensor.
- Parada en círculo: Una parada en la que el arma se mueve en círculo para atrapar la punta del adversario y desviarla.
- Contraataque: Técnica básica de la esgrima que consiste en atacar al adversario apartándose generalmente del ataque de éste.  Se utiliza a menudo en espada para golpear la mano o el brazo del atacante. Es más difícil de realizar en florete y sable, a menos que se sea lo suficientemente rápido para contraatacar y retirarse delante del adversario que avanza sin ser alcanzado, o evadiendo la hoja atacante mediante movimientos como el In Quartata (giro hacia un lado) o el Passata-sotto (agacharse). Los contraataques también pueden ejecutarse en oposición, rozando la hoja del adversario y desviándola para que falle el ataque.
- Punto en línea:  Posición específica en la que el brazo está recto y la punta amenaza la zona objetivo del adversario. En florete y sable, esto da prioridad si la extensión se completa antes de que el oponente comience la acción final de su ataque.  Cuando se realiza como acción defensiva, el atacante debe entonces perturbar el arma extendida para retomar la prioridad; de lo contrario, el defensor tiene prioridad y la punta en línea ganará el toque si el atacante no consigue una sola luz.  En espada, no hay prioridad; el movimiento puede ser utilizado como un medio por cualquiera de los esgrimistas para lograr un doble toque y avanzar la puntuación en 1 para cada esgrimista. En todas las armas, la posición de punto en línea se utiliza comúnmente para frenar el avance del adversario y hacer que retrase la ejecución de su ataque.

## Competiciones

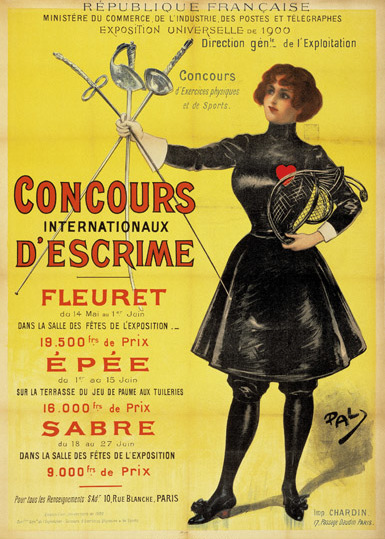
Concursos de esgrima en las Olimpiadas de París, 1900.

- Juegos Olímpicos. La espada en categoría masculina se incluyó en el programa de los primeros Juegos de la era moderna, 1896, pero no apareció ningún esgrimista. En los Juegos Olímpicos de 1900 y desde entonces, la espada ha sido una prueba emblemática. En 1908, se permitió la competición por equipos. En 1996, se permitió a las mujeres competir individualmente. No fue hasta 2020 cuando la categoría femenina se abrió a los asaltos por equipos[3]

- World Championships. Los primeros Campeonatos del Mundo de Esgrima se celebraron en 1921 y cada año desde entonces. La primera competición por equipos en categoría masculina se celebró en 1931. La competición femenina se creó en 1988.

- Copa del Mundo de Esgrima, se celebró por primera vez en 1972. La competición consiste en una serie de pruebas celebradas a lo largo del año en distintos países, cuyos resultados se utilizan para elaborar una clasificación general.
- Desafío Monal, es una prueba de la Copa del Mundo masculina de espada. Organizada por la Federación Francesa de Esgrima, se celebra cada año en París y atrae a los mejores espadistas del mundo. El nombre del torneo es en honor del espadista René Monal herido mortlamente durante los juegos mundiales universitarios de 1937. SE celebra competición individual y por equipos nacionales.

## Espadistas famosos
- Edoardo Mangiarotti
- Pável Kolobkov
- Francisco Camet
- Ramón Fonst
- Joaquim Videira
- Laura Flessel-Colovic
- Tímea Nagy
- Edoardo Mangiarotti

También se puede consultar el FIE International Hall of Fame